# Концерт для трубы с оркестром (Арутюнян)
Концерт для трубы с оркестром — шестое крупное произведение известного армянского композитора Александра Арутюняна, написанное в 1949—1950 годах. Был написан специально для Айказа Месьян. «Нью-Йорк Таймс» назвала его виртуозным, ярким произведением. 
Концерт состоит из 4 частей и каденции, написанной Докшицером, в нем использованы фугатные приемы развития тематизма.
Органика игры на трубе, композиция формы, яркая концертность, огромная интонационная выразительность сведены «к абсолютному пропорциональному равновесию и признаку эталонного совершенства произведения», пишет о концерте музыковед А. Кокжаев.
Самое известное исполнение — Тимофей Докшицер, где он к четырём частям концерта, добавил каденцию, написанную им как вариация на главную тему концерта и отличающуюся повышенной виртуозностью.

## Дискография

### Пластинки
- На пластинке «ТИМОФЕЙ ДОКШИЦЕР, труба - А. АРУТЮНЯН, В. КРЮКОВ, М. ВАЙНБЕРГ» (Мелодия, СМ 02274-5 [1970] (запись 1969 года)): Тимофей Докшицер, оркестр Большого театра СССР, дирижёр - Геннадий Рождественский
- На пластинке "Three Trumpet Concertos by Soviet Composers" (Melodiya/Angel SR 40149 [1970]) - переиздание по лицензии вышеназванной пластинки в США
- На пластинке „Trompetenkonzerte“ (ETERNA 8 26 402 [1973]) - переиздание по лицензии вышеназванной пластинки в ГДР
- Concert for trumpet with orchestra. Same performance. «Melodia», C10-06785
- Concerto for trumpet and orchestra. Performer: Vatslav Yunek. Prague Symphony orchestra De l’Office de Radiodifffusion Television Francaise. Conductor: Moris Suzan. STU 70714 A, France .
- Concert for trumpet with orchestra. Same performance. STU 70915 B, France
- Concert for trumpet with orchestra. Same performance. Victor (vic-2015), Japan
- Concerto for trumpet and orchestra. S. Leonchik, trumpet. The Bolshoy Theatre Orchestra. Conductor: Boris Haykin. «Melodia», 33D-015506

### Компакт-диски
- Concerto for trumpet and orchestra. Bernar Sustro, trumpet. Philharmonic Orchestra «Des Pays de la Loire». Conductor: Mark Sustro. PierreVerani. PV. 78801. France, 1987
- Concerto for trumpet and orchestra. Timofey Dokshitser. The Bolshoi Theatre Orchestra. Conductor: Gennady Rozhdestvensky. TD — 950101- AT 2000. Bulgaria
- Concerto for trumpet and orchestra. Jucko Kharyane, trumpet. Symphony orchestra «Kuopio».

Conductor: Pekka Savidtsuki. Finland
- Concerto for trumpet and orchestra. (Cadence by A. Sandoval). Arturo Sandoval, trumpet.

The London Symphony orchestra. Conductor: Luis Has. RCA Victor 09026-62661-2. USA, 1994
- Concerto for trumpet and orchestra. (Arrangement for trumpet and wind orchestra by Roger Harvey). James Watson, trumpet. «The Black Dyke Mills» Orchestra. Conductor: Roger Harvey. Doy CD 036. USA, 1994
- Concerto for trumpet and orchestra. Bebe Black, trumpet. The Moscow Chamber Orchestra.

Conductor: Konstantin Orbelyan, Jr. CHAN 9668 England, 2000
- Concerto of trumpet and orchestra. Harry Lidsle, trumpet. The Oulu Symphony orchestra.

Conductor: Atso Almila. Mils 9651 Finland, 1996